# Eriostepta fulvescens
Eriostepta fulvescens är en fjärilsart som beskrevs av Rothschild 1909. Eriostepta fulvescens ingår i släktet Eriostepta och familjen björnspinnare. Inga underarter finns listade i Catalogue of Life.